# Takatsukasa Masahira
Takatsukasa Masahira (鷹司 政平?   1445 - 1517) fue un kugyō (cortesano japonés de alta categoría) que vivió durante la era Muromachi. Fue miembro de la familia Takatsukasa (derivado del clan Fujiwara), siendo hijo del regente Takatsukasa Fusahira.
Ingreso a la corte imperial en 1461 con el rango jusanmi, ascendió a shōsanmi en 1463 y a junii en 1465. Fue nombrado naidaijin en 1468. Luego ascendió al rango shōnii en 1472. Posteriormente fue designado udaijin en 1475 y fungió como sadaijin entre 1476 y 1479. Ascendió al rango juichii en 1479. 
Entre 1483 y 1487 fungió como kanpaku (regente) del Emperador Go-Tsuchimikado. También en 1483 fue nombrado líder del clan Fujiwara. En 1485 fungió por unos meses como Daijō Daijin. Se retiraría de la corte en 1516, convirtiéndose en monje budista y falleciendo al año siguiente.
Tuvo como hijo al regente Takatsukasa Kanesuke.